# Alcassaba de Llíria
Les restes de la alcassaba de Llíria, estan catalogades com Bé d'interès cultural, encara que no estan anotats ministerialment, de manera que el número d'identificació del bé és el codi: 46.11.147-024. Es troba al nucli urbà Llíria, a la comarca del Camp de Túria, a la província de València.

## Descripció historicoartística
Es pot dir que a Llíria, seguint els esquemes de les ciutats islàmiques de l'època, es van aixecar dues parts clarament diferenciades, d'una banda l'alcassaba i per un altre la medina. Com l'alcassaba tenia una finalitat defensiva, la seva ubicació havia de ser estratègica, raó per la qual, en Llíria, va acabar situant-se en la part alta de la ciutat, en el turó de la "Vila Vella", a la plaça del Trinquet. Aquesta alcassaba havia de comptar amb la seva pròpia muralla, que alhora es pot suposar connectaria amb la muralla que voltava la medina.
En l'actualitat en les seves restes s'ha edificat el Museu Arqueològic de Llíria (MALL). Aquest nou edifici s'articula en funció de les restes d'època medieval conservats a la plaça, de manera que la seva estructura s'adapta, s'integra i recupera tots els elements de l'antiga alcassaba, els quals conserva en els seus basaments, alhora que respecta en la seva configuració i en les seves traces l'esquema característic de les construccions medievals, malgrat la qual cosa no deixa d'adaptar al seu nou ús.